# Lana (Zuid-Tirol)
Lana (Duits: Lana) is een gemeente in de Italiaanse provincie Zuid-Tirol (regio Trentino-Zuid-Tirol) en telt 11.530 inwoners (31-12-2013). De oppervlakte bedraagt 36,1 km², de bevolkingsdichtheid is 319 inwoners per km².

## Geografie
De gemeente ligt op ongeveer 310 m boven zeeniveau.
Lana grenst aan de volgende gemeenten: Algund, Burgstall, Gargazon, Marling, Meran, Naturns, Partschins, Sankt Pankraz, Tisens, Tscherms.
De volgende Fraktionen maken deel uit van de gemeente:
- Ackpfeif (Acquaviva)
- Pawigl (Pavicolo)
- Völlan (Foiana)